# Barberina (Ballhaus)

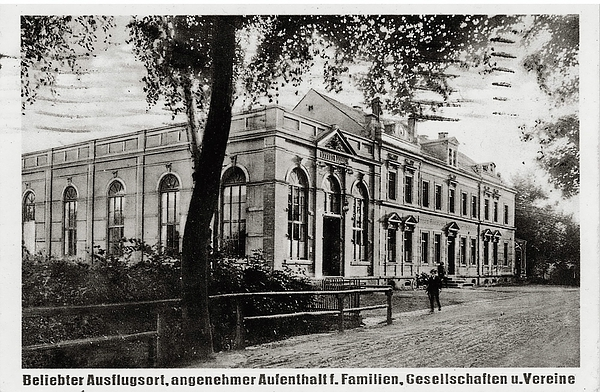
Barberina, Postkarte um 1920

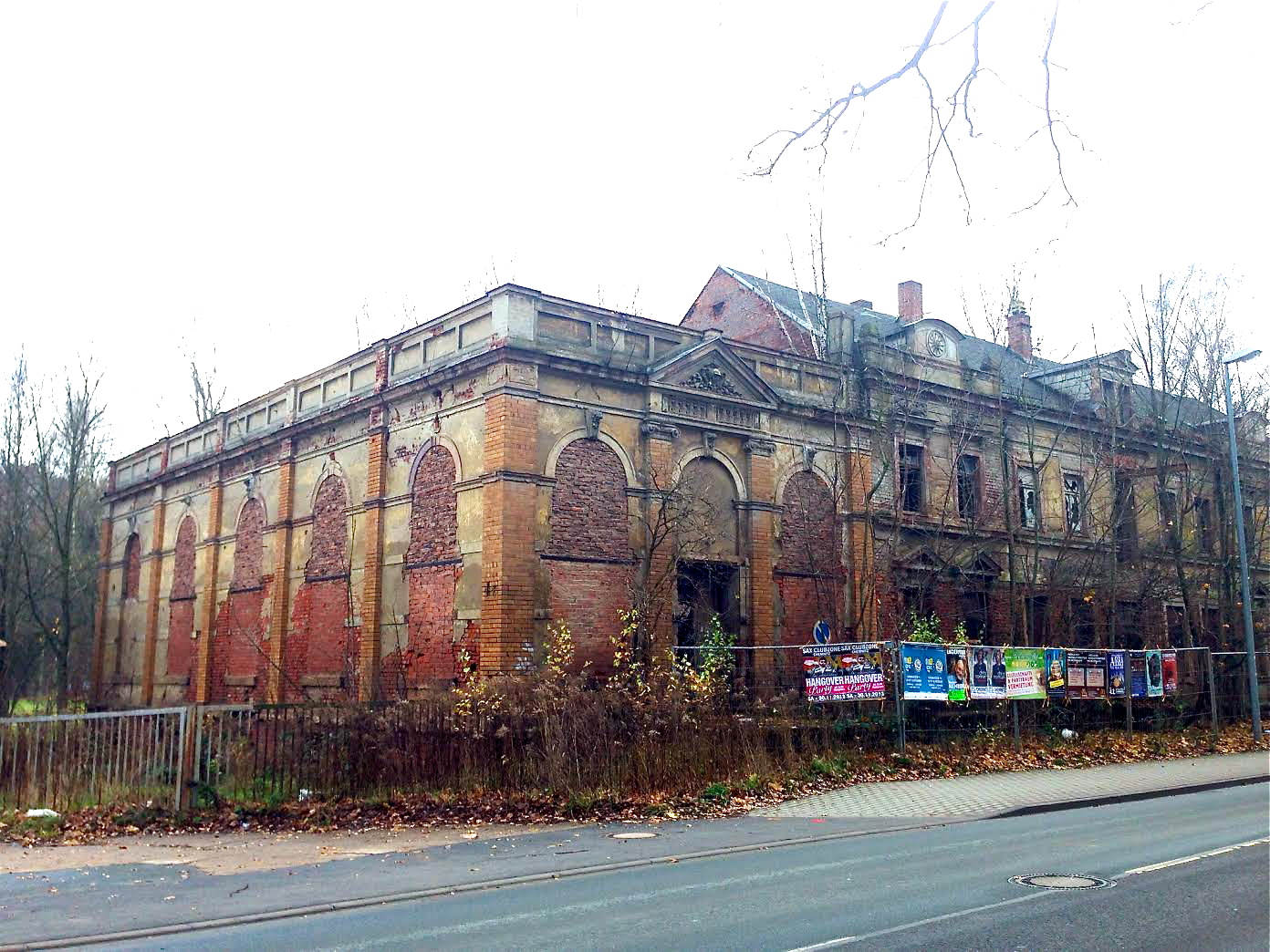
Barberina (Ballhaus) Chemnitz, Erfenschlager Straße 36

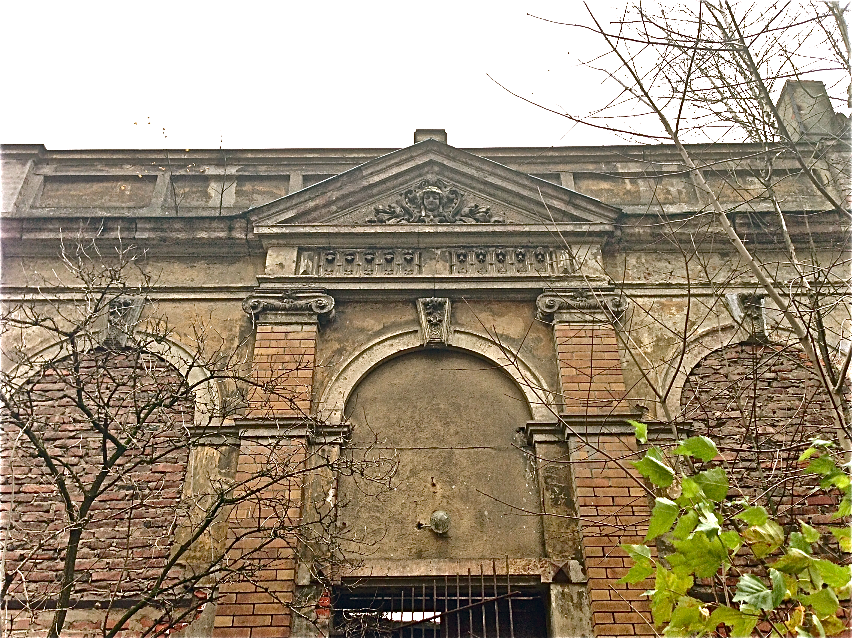
Eingangsportal Barberina (Ballhaus) Chemnitz

Barberina ist der Name eines ehemaligen Ballhauses an der Erfenschlager Straße 36 im Südwesten des Chemnitzer Stadtteils Reichenhain.

## Geschichte
Das Bauwerk wurde im 19. Jahrhundert im Stil der Neurenaissance errichtet und diente zunächst als "Ausspanne" für Kutscher. Von dieser Zeit zeugen noch Eisenringe an der Vorderfront des Gebäudes, an denen einst die Pferdezügel befestigt wurden. In den kellerartigen, mit Rundbogen überwölbten Ställen konnten 32 Pferde untergebracht werden. Das Haus verfügte über einen Brunnen; im zweiten Stock waren Unterkünfte für Kutscher untergebracht. Als Baumaterial verwandte man Ziegel und einheimische Gesteine, speziell Leukersdorfer Porphyr. Er verleiht dem Bauwerk seine goldgelbe Farbe.
Hinter dem Bau verläuft die 1875 eröffnete Bahnstrecke Chemnitz–Adorf. 1877 wurde in unmittelbarer Nähe deren Haltepunkt Erfenschlag eröffnet, der 1905/1907 zweigleisig ausgebaut und 1908 in Reichenhain umbenannt wurde. Seit der Eingemeindung 1929 hieß der Haltepunkt Chemnitz-Reichenhain und trägt diesen Namen auch heute wieder. Im Zuge des Bahnhofsausbaus um 1908, zeitgleich mit bedeutenden historischen Bauwerken in Sachsen wie dem Chemnitzer Opernhaus und dem König-Albert-Museum, erweiterte man die „Ausspanne“ zur Bahnhofsgaststätte; ein Ballsaal, welcher mit Rundbogenfenstern, Stuckdecken und Säulen geschmückt war, vervollständigte das Bauwerk. Das von einer Familie Scherzer gepachtete Etablissement war bis zum Vorabend des Zweiten Weltkrieges ein beliebtes Ausflugsziel, auch aufgrund des umgebenden weitläufigen Terrains, welches die Gäste als Polospielfeld nutzten.
Nachdem der Pächter im Krieg umgekommen war, wurde die Einrichtung des Saales in dieser Zeit nahezu komplett entwendet bzw. zerstört; nur Stuckarbeiten und Säulen überstanden diese Phase. Die Maschinenbaufirma Pfauter erwarb das ehemalige Lokal. Der Ballsaal wurde als Unterkunft für Ostarbeiter genutzt.
In der Nachkriegszeit betrieb das Lokal, nun unter dem Namen Barberina, benannt nach der Tänzerin Barbara Campanini, ein Herr Suchanek, der zuvor ein Tanzlokal im Zentrum von Chemnitz besessen hatte.
1966 wurde es an Manfred Herbig verpachtet und in den nächsten Jahren vorwiegend von den Anwohnern und Studenten der nahe gelegenen Hochschule als Gaststätte genutzt, die Räume im zweiten Stock der ehemaligen Ausspanne waren als Wohnungen vermietet.
Ab 1950 diente der Ballsaal als Werkstatt. Die Gaststätte hielt sich bis 1978 und steht seitdem leer. Das Gebäude wechselte mehrfach seinen Eigentümer und Pächter und geriet dabei in einen desolaten Zustand.